# WASP-103
WASP-103 ist ein Stern im Sternbild Herkules. Er befindet sich in einer Entfernung von etwa 1800 Lichtjahren und wird von einem Planeten in lediglich 0,9 Tagen umkreist. Bei dem Planeten konnte durch Untersuchungen mit dem CHEOPS-Teleskop eine Verformung des Planeten nachgewiesen werden, die durch die hohe Gezeitenkraft mit dem Stern entsteht.

## Stern
Der Stern WASP-103 ist etwas massereicher als die Sonne mit einer Masse von etwa 1,22 Sonnenmassen und einem Radius von etwa 1,44 Sonnenradien. Das Alter scheint mit 4 Milliarden Jahren etwa ähnlich dem der Sonne zu sein. Möglicherweise befindet sich im System ein weiterer stellarer Begleiter der Spektralklasse K5 V. Er hätte etwa 0,72 Sonnenmassen und befände sich in einer Entfernung von etwa 130 AE.

## Planet WASP-103 b

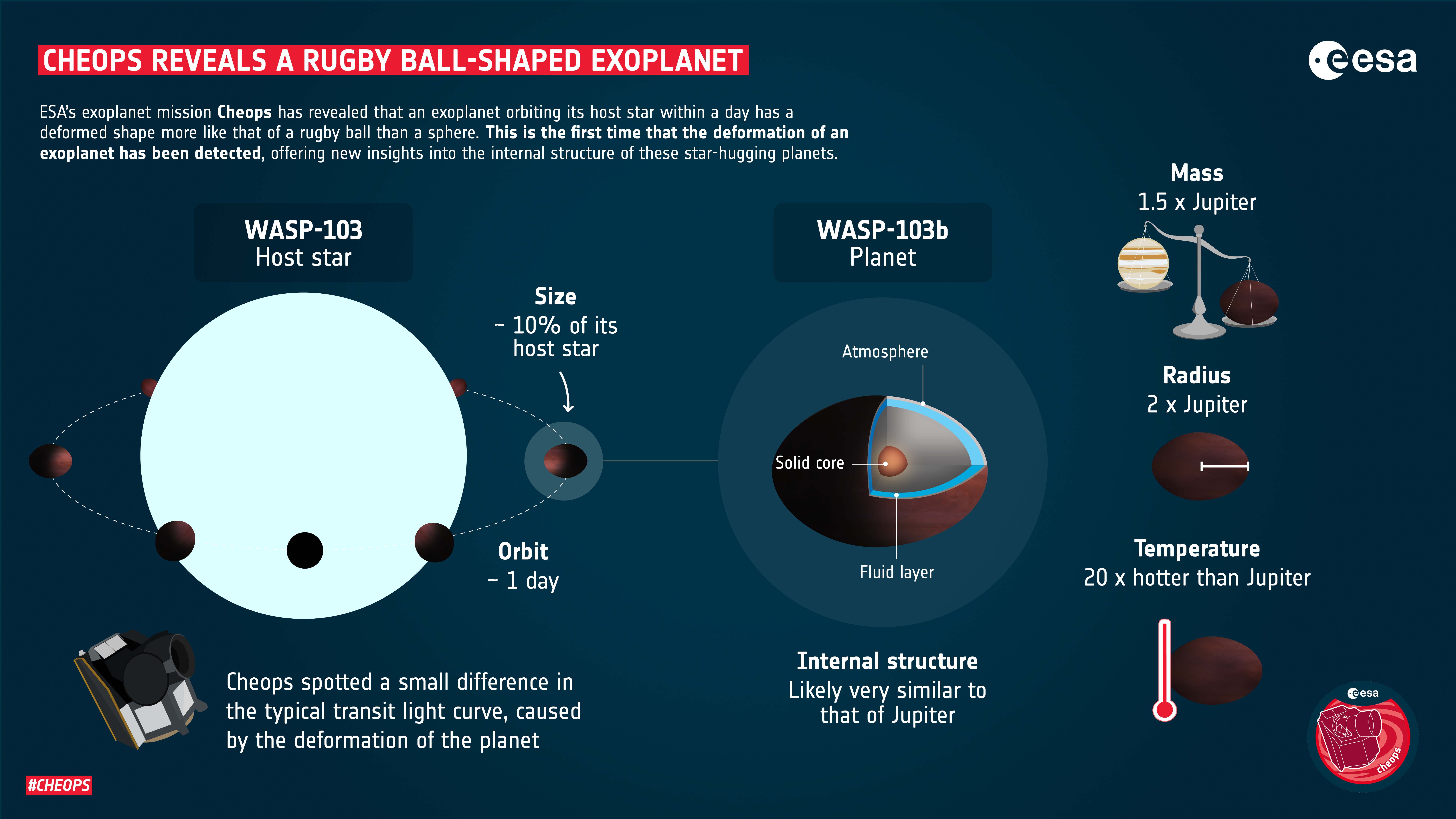
Übersicht über die Wechselwirkung des Planeten mit dem Zentralstern

Der Planet WASP-103 b wurde im Jahre 2014 mittels der Transitmethode entdeckt. Er umkreist seinen Zentralstern in lediglich 0,9 Tagen. Seine Masse liegt bei etwa 1,5 Jupitermassen, der durchschnittliche Radius liegt bei etwa 1,5 Jupiterradien. Der Planet ist deformiert und hat eine Love-Zahl hf von etwa 1,6. Weitere Studien werden nötig sein, um den Grad der Deformierung genauer zu bestimmen. Der hat eine geringere Dichte als jeder Planet des Sonnensystems mit lediglich 0,55 g/cm³. Die Temperaturen liegen wohl bei etwa 2500 K.